# Präsidentschaftswahl in Ghana 1960
Die Präsidentschaftswahl in Ghana 1960 fand am 27. April zeitgleich mit dem Referendum über die Erste Verfassung Ghanas statt. Insgesamt 2.098.651 Wähler hatten sich registrieren lassen, 1.140.699 gültige Stimmen zur Frage „Do you accept Kwame Nkrumah or Joseph Boakye Danquah as the first President under the new Constitution?“ wurden abgegeben.
Mit dem Inkrafttreten der Ersten Verfassung am 1. Juli 1960 übernahm der bisherige Premierminister Nkrumah das Amt des Präsidenten.

## Ergebnis
| Kandidaten                         | Kandidaten            | Parteien                  | Stimmen   | %    |
| ---------------------------------- | --------------------- | ------------------------- | --------- | ---- |
|                                    | Kwame Nkrumah         | Convention People’s Party | 1.016.076 | 89,1 |
|                                    | Joseph Boakye Danquah | United Party              | 124.623   | 10,9 |
| Gesamt                             | Gesamt                | Gesamt                    | 1.140.699 | 100  |
|                                    |                       |                           |           |      |
| Wahlberechtigte                    | Wahlberechtigte       | Wahlberechtigte           | 2.098.651 |      |
|                                    |                       |                           |           |      |
| Quelle: African Elections Database |                       |                           |           |      |